# Vụ ám sát Robert F. Kennedy
Vụ ám sát Robert F. Kennedy, một Thượng nghị sĩ Hoa Kỳ và là em trai của tổng thống bị ám sát John Fitzgerald Kennedy, đã diễn ra vào nửa đêm ngày 5 tháng 6 năm 1968, tại Los Angeles, California, trong chiến dịch bầu cử Tổng thống Hoa Kỳ cùng năm. Sau khi chiến thắng cuộc bầu cử sơ bộ ở California và Nam Dakota cho Đảng Dân chủ, Kennedy bị bắn khi ông đi qua nhà bếp của Khách sạn Ambassador và qua đời trong Bệnh viện Good Samaritan 26 giờ sau đó. Sirhan Bishara Sirhan (24 tuổi), một người Palestine/Jordan nhập cư, đã bị kết tội giết chết Kennedy và đang thụ án chung thân cho tất cả các tội danh.
Thi thể của Kennedy được đặt công khai tại Nhà thờ St. Patrick ở New York trong hai ngày trước khi tổ chức Lễ an táng vào ngày 8 tháng 6. Ông được an táng gần anh trai của ông, John tại Nghĩa trang Quốc gia Arlington. Cái chết của Kennedy đã giúp nâng cao việc bảo vệ ứng viên tổng thống của Cơ quan Mật vụ Hoa Kỳ. Sau đó, Hubert Humphrey nhận được sự tín nhiệm của Đảng Dân chủ để tranh cử Tổng thống, nhưng cuối cùng ông lại thất bại trước Richard Nixon.
Tương tự cái chết của anh trai, vụ ám sát Robert F. Kennedy và những giả thuyết xung quanh đến nay vẫn còn là một bí mật. Tính đến năm 2015, Kennedy vẫn là một trong hai Thượng nghị sĩ Hoa Kỳ từng bị ám sát, bên cạnh Huey Long.

## Thuyết âm mưu
Giả thuyết về sự tham gia của CIA
Vào tháng 11 năm 2006, chương trình Newsnight của BBC trình bày nghiên cứu của nhà làm phim Shane O'Sullivan cáo buộc rằng một số sĩ quan của Cơ quan Tình báo Trung ương (CIA) đã có mặt vào đêm xảy ra vụ ám sát. Ba người đàn ông xuất hiện trong phim và ảnh chụp vào đêm xảy ra vụ ám sát được các đồng nghiệp và cộng sự cũ xác định là cựu sĩ quan cấp cao của CIA, những người đã từng làm việc cùng nhau vào năm 1963 tại JMWAVE , cơ quan chống Fidel Castro của CIA có trụ sở tại Miami. Họ là Giám đốc Điều hành JMWAVE David Morales , Giám đốc Điều hành Hàng hải Gordon Campbell và Giám đốc Điều hành Chiến tranh Tâm lý George Joannides. Một số người từng biết Morales chắc chắn rằng anh ta không phải là người mà O'Sullivan tuyên bố. Sau khi O'Sullivan xuất bản cuốn sách của mình, các nhà nghiên cứu ám sát Jefferson Morley và David Talbot phát hiện ra rằng Campbell đã chết vì một cơn đau tim vào năm 1962, sáu năm trước vụ ám sát Kennedy. Đáp lại, O'Sullivan nói rằng người đàn ông trong video có thể đã sử dụng tên Campbell làm bí danh.
Giả thuyết tay súng thứ hai
Vị trí vết thương của Robert F. Kennedy cho thấy kẻ tấn công đã đứng đằng sau ông, trong khi một số nhân chứng khẳng định rằng Sirhan quay mặt về hướng Tây khi Kennedy di chuyển qua phòng đựng thức ăn. Điều này dẫn đến gợi ý rằng tay súng thứ hai đã bắn phát súng chí mạng, một khả năng được ủng hộ bởi Thomas Noguchi , Giám đốc Giám định Y tế và Điều tra viên của Quận Los Angeles, người đã tuyên bố rằng phát súng chí mạng nằm sau tai phải của Kennedy và đã được bắn ở khoảng cách khoảng 1 inch (2,5 cm) đến 3 inch (7,6 cm). Các nhân chứng khác nói rằng Kennedy đang quay sang bên trái để bắt tay khi Sirhan đến gần, từ phía đông.
Năm 1975, trong quá trình tái điều tra vụ án, các chuyên gia đã xem xét khả năng có tay súng thứ hai và kết luận rằng có rất ít hoặc không có bằng chứng nào chứng minh giả thuyết này. Năm 2004, cây bút cấp cao của CNN Brad Johnson đã phát hiện ra đoạn ghi âm bài phát biểu chiến thắng của Kennedy, do nhà báo Ba Lan Stanisław Pruszynski ghi lại . Johnson đưa đoạn băng cho kỹ sư âm thanh Philip Van Praag, người đã phân tích và phát hiện 13 phát súng đã được bắn ra mặc dù súng của Sirhan chỉ chứa được 8 viên đạn. Ông cũng cho biết đoạn ghi âm tiết lộ ít nhất hai trường hợp thời gian giữa các phát bắn ngắn hơn mức có thể thực tế chỉ từ khẩu súng của Sirhan. Các chuyên gia âm thanh pháp y Wes Dooley và Paul Pegas của Hiệp hội Kỹ thuật Âm thanh ở Pasadena đã kiểm tra các phát hiện và chứng thực sự hiện diện của ít nhất 10 cảnh quay trên băng cùng với một cảnh quay chồng chéo. Các chuyên gia âm thanh khác đã tuyên bố rằng họ có thể tìm thấy không quá tám cảnh quay được ghi trên băng ghi âm. Các nhà phê bình cho rằng Van Praag đã xác định nhầm các xung tiếng ồn trong đoạn ghi âm là tiếng súng.
Năm 2008, nhân chứng John Pilger khẳng định niềm tin của mình rằng chắc chắn phải có tay súng thứ hai.
Trong tập phim Club Random năm 2023 , Robert F. Kennedy Jr. khẳng định rằng Sirhan không phải là kẻ xả súng đã giết cha mình. Kennedy Jr. nêu tên Eugene Thane Cesar, một nhân viên bảo vệ vào thời điểm đó — là người đã bắn bốn phát súng từ phía sau, một trong số đó đã giết chết Kennedy: "Sirhan là một kẻ đánh lạc hướng, và kẻ xả súng thực sự đứng đằng sau bố tôi". Kennedy Jr. trích dẫn thêm cuộc khám nghiệm tử thi của Noguchi trong đó lưu ý rằng bố ông bị bốn vết thương tiếp xúc do xả súng và cả bốn phát súng đều đến từ phía sau ông. Kennedy Jr. mô tả việc cha ông rời sân khấu về phía nhà bếp của khách sạn Ambassador, một con đường trước đây chưa được thông quan. Theo Kennedy Jr., Cesar đã nắm tay cha mình khi họ đi về phía nhà bếp. 